# Dan kad je Zemlja stala (1951.)
Dan kad je Zemlja stala (eng. The Day the Earth Stood Still) je američki znanstveno-fantastični film iz 1951. godine, koji je režirao Robert Wise.  Film ima snažnu antiratnu poruku i ukazuje na bezumlje i apsurd hladnoratovske politike.  U središtu priče je izvanzemaljac, koji stanovnicima Zemlje pokušava prenijeti poruku o kojoj ovisi budućnost Zemlje. Ovo je klasični ZF film pedesetih godina, koji je inspirirao mnoge kasnije filmove o invaziji izvanzemaljaca. 

## Radnja
Izvanzemaljac Klaatu sa svojim moćnim robotom Gortom slijeće usred Washingtona u vrijeme hladnog rata. Njegov leteći tanjur biva opkoljen teško naoružanim vojnim jedinicama. Klaatu želi prenijeti važnu poruku stanovnicima Zemlje i obratiti se predstavnicima svih naroda. Međutim, zemljanima se teško dogovoriti oko bilo čega. Kako bi ih privolio da ga saslušaju, Klaatu se odlučuje na drugačiji pristup – demonstraciju sile.

## Glumci
- Michael Rennie kao Klaatu
- Patricia Neal kao Helen Benson
- Billy Gray kao Bobby Benson
- Hugh Marlowe kao Tom Stevens
- Sam Jaffe kao Profesor Jacob Barnhardt
- Frances Bavier kao Mrs. Barley
- Lock Martin kao Gort
- Frank Conroy kao Mr. Harley
- Tyler McVey kao Brady

## Produkcija

### Razvoj
Producent Julian Blaustein  odlučio je napraviti film koji ilustrira strah i sumnju karakterističnu za rano razdoblje hladnog rata. Pregledao je više od 200 kratkih ZF priča i romana u potrazi za odgovarajućom idejom. DarrylF. Zanuck je dao zeleno svjetlo za ovaj projekt, a Blaustein unajmio Edmunda Northa da napiše scenarij temeljen na elementima kratke priće Harryja Batesa "Farewell to the Master". Konačni scenarij završen je 21. veljače 1951.

## Reakcije

### Kritike
Dan kad je Zemlja stala dobro je primljen od strane kritike i naširoko smatran jednim od najboljih filmova 1951. godine. Na popularnoj web stranici Rotten Tomatoes ima visokih 94% pozitivnih kritika. Kritičar New York Timesa Bosley Crowther nazvao je film "mlakom zabavom."
Hollywood Foreign Press Association dodijelio je filmu Zlatni globus za promicanje međunarodnog razumijevanja.

Glasoviti autor znanstvene fantastike i scenarist "2001: Odiseje u svemiru" Arthur C. Clarke stavio je film na sedmo mjesto liste najboljih znanstveno-fantastičnih filmova svih vremena, jedno mjesto iznad "Odiseje u svemiru" .

### Nagrade i nominacije
- Dobitnik Zlatnog globusa za promicanje međunarodnog razumijevanja
- Nominiran za Zlatni globus u kategoriji za najbolju originalnu glazbu.

## Vanjske poveznice
- Dan kad je Zemlja stala u internetskoj bazi filmova IMDb-a
- Rottentomatoes.com
- Filmski.net  Arhivirana inačica izvorne stranice od 24. rujna 2015. (Wayback Machine)